# Альбрут, Моисей Исаакович
Альбрут Моисей Исаакович (1906, Кривой Рог, Херсонская губерния — 27 сентября 1984, Челябинск) — советский учёный-экономист, краевед, общественный деятель. Кандидат экономических наук (1948), профессор (1971).

## Биография
Родился в 1906 году в местечке Кривой Рог.
В 1921 году окончил 1-й курс Криворожского социально-экономического техникума. Работал в потребительском обществе, с 1923 года — бухгалтер в отделении Всеукраинского акционерного общества торговли. В 1929—1931 годах работал в Коллегии адвокатов.
В 1932 году поступил на экономический факультет Днепропетровского государственного университета, позднее переведённого в Харьков. В 1937 году с отличием окончил Харьковский государственный университет по специальности «экономическая география». В 1937—1941 годах преподавал экономическую географию и политэкономию в Днепропетровском металлургическом институте.
С 1941 года воевал на фронтах Великой Отечественной войны. В 1942 году под Днепропетровском был тяжело ранен, после излечения комиссован и отправлен в тыл.
В 1942—1945 годах — юрисконсульт в тресте «Магнитострой». В 1945—1952 годах — в Магнитогорском государственном педагогическом институте: старший преподаватель политэкономии, декан исторического факультета. В 1948 году в Ленинграде защитил кандидатскую диссертацию по теме «Особенности земельной ренты в горной промышленности». В 1952 году утверждён в звании доцента по кафедре географии МГПИ.
С 1952 года жил в Челябинске. В 1952—1960 годах работал в Челябинском государственном педагогическом институте. В 1960—1984 годах — в Челябинском филиале ВЗФЭИ. С 1971 года — и. о. профессора. В 1959—1975 годах — председатель Челябинского отделения Русского географического общества.
Умер 27 сентября 1984 года в Челябинске.

## Научная деятельность
Специалист в области экономики и экономической географии. Автор 140 научных трудов.
В краеведческих исследованиях изучал историю дореволюционного Челябинска и Южного Урала XVIII века, опубликовал ряд статей по теме. Сделал запрос в Центральный государственный архив древних актов СССР (Москва), получил и обнародовал документ (Доношение Тевкелева Татищеву), позволивший определить точную дату основания Челябинской крепости.
Создал научную школу. Был членом редколлегии журнала «Учёные записки».

### Научные труды
- Марксистско-ленинские теоретические основы экономической географии [Текст]: научное издание в 3-х т. / М. И. Альбрут; науч. ред. Е. С. Соломенцев; Географическое общество СССР, Челябинское отделение. — Челябинск: Южно-Уральское книжное издательство, 1971.
- День рождения Челябинска: [Первое публичное доношение А. И. Тевкелева В. Н. Татищеву] // Челябинский рабочий. — 1956 (6 апреля).
- Основание Челябинска и история его развития до Крестьянской войны 1773—1775 // Учёные записки / Челябинское отделение Географического общества СССР. — Челябинск, 1957. — Вып. 2.
- Челябинский тарифный перелом и его влияние на народное хозяйство в Зауралье и Западной Сибири // Учёные записки / Челябинский государственный педагогический институт. — Челябинск, 1957. — Т. 3, вып. 1.
- Экономическое развитие Челябинска в эпоху империализма // Краеведческие записки. — Челябинск, 1962. — Вып. 1.
- Очерк социально-экономического развития дореволюционного Челябинска (книга не издана, рукопись хранится в ОГАЧО (ф. Р-290, оп. 1, д. 40)).
- Об Александровской слободе // Челябинск неизвестный: краеведческий сборник. Вып. 4-й / Центр историческо-культурного наследия г. Челябинска; (сост. и науч. ред. В. С. Боже). — Челябинск, 2008. — С. 317—319.
- О происхождении названия «Челябинск» / Челябинский педагогический институт. — Челябинск, 1961. — 3 с. (Науч. конф., посвящ. 225-летию г. Челябинска).
- Челябинский тарифный перелом и его влияние на развитие народного хозяйства Зауралья и Западной Сибири / М. И. Альбрут // Учёные записки ЧГПИ. — Том III. Вып. I. — Челябинск, 1957. — С. 207—240.[2]
- Экономическое развитие Челябинска в эпоху империализма // Краеведческие записки. Выпуск 1. [Сборник статей Челябинского областного краеведческого музея] / Челябинск: Челябинское кн. изд-во. 1962. — 200 с. — С. 78—96.[3]

## Память
- В ОГАЧО хранится личный фонд (Р-290), включающий биографические и творческие материалы[4], а также рукопись не изданной книги «Очерк социально-экономического развития дореволюционного Челябинска»[5].